# Alchemilla macrochira
Alchemilla macrochira é uma espécie de rosácea do gênero Alchemilla, pertencente à família Rosaceae.